# Адміністративний устрій Вижницького району
Адміністративний устрій Вижницького району — адміністративно-територіальний поділ Вижницького району Чернівецької області на 2 міські громади, 1 селищну та 6 сільських рад, які об'єднують 34 населені пункти та підпорядковані Вижницькій районній раді. Адміністративний центр — місто Вижниця.

## Список громадВижницького району
- Вашківецька
- Вижницька

## Список радВижницького району
| № | Назва                             | Центр              | Населені пункти                                           | Площа км² | Населення (2001), чол. |
| - | --------------------------------- | ------------------ | --------------------------------------------------------- | --------- | ---------------------- |
| 1 | Берегометська селищна рада        | смт Берегомет      | смт Берегомет c. Заріччя                                  |           |                        |
| 2 | Банилівська сільська рада         | c. Банилів         | с. Банилів c. Бережниця                                   |           |                        |
| 3 | Долішньошепітська сільська рада   | c. Долішній Шепіт  | с. Долішній Шепіт c. Лекечі c. Лопушна c. Фальків         |           |                        |
| 4 | Коритненська сільська рада        | c. Коритне         | с. Коритне c. Бережонка                                   |           |                        |
| 5 | Лукавецька сільська рада          | c. Лукавці         | с. Лукавці c. Вахнівці c. Вовчинець c. Липовани c. Майдан |           |                        |
| 6 | Мигівська сільська рада           | c. Мигове          | с. Мигове c. Велике                                       |           |                        |
| 7 | Слобода-Банилівська сільська рада | c. Слобода-Банилів | с. Слобода-Банилів                                        |           |                        |

* Примітки: м. — місто, с-ще — селище, смт — селище міського типу, с. — село